# Google Goggles
Google Goggles era un servicio de Google disponible para Android que permitía a los usuarios realizar búsquedas utilizando imágenes en lugar de texto. Con esta herramienta, podías tomar una foto de un objeto, lugar o incluso un código QR, y Google Goggles intentaría identificarlo y proporcionar información relevante.
Sin embargo, Google Goggles fue descontinuado oficialmente en 2014. La razón detrás de su desaparición no se ha especificado. El reemplazo es Google Lens. 

## Funcionalidades
Este sistema reconocía:
- Lugares del mundo
- Obras Artesanales
- Logotipos
- Monumentos
- Textos
- Vinos
- Revistas
- Libros Interesantes

## Descripción
Busca haciendo una foto: apunta con la cámara de tu móvil a un cuadro, un lugar famoso, un código de barras o QR, un producto, un logotipo o una imagen popular. Si Google lo encuentra en su base de datos, te ofrecerá información útil.
Goggles puede reconocer texto en francés, inglés, italiano, español, portugués, turco y ruso, y puede traducirlo a otros idiomas. Goggles también sirve como escáner de códigos de barras y QR.
Incluso, si localiza en un lugar destacado mediante el GPS puede devolver información sobre el lugar. También dispone de traducción automática de texto en diversos idiomas a partir de una foto tomada en tiempo real, reconoce textos en inglés, francés, italiano, alemán y español, aunque la traducción está habilitada para todos los idiomas que soporta Google Translate.